# Фред Нібло
Фред Нібло (англ. Fred Niblo; уроджений Фредерік Лідтке, 6 січня 1874, Йорк — 11 листопада 1948, Новий Орлеан) — американський актор і режисер.
Він поставив зокрема, фільм «Бен-Гур» (1925). Був одним з 36 членів-засновників Академії кінематографічних мистецтв і наук в 1927 році, організації для поліпшення і просування світового кіно, в 1929 році заснувала премію Американської кіноакадемії. У 1901 році одружився з Жозефін Кохан, старшою сестрою славетного Джорджа М. Кохана, яка померла в 1916 році. У другому шлюбі, у 1918 році він одружився з Енід Беннетт (англ. Enid Bennett), австралійською театральною актрисою, яка стала ім'ям прозивним в американському німому кіно. Від шлюбу, який протривав до смерті Нібло, народилося троє дітей.
Провівши два десятиліття, що діють в показах водевілю по всій країні і також працював менеджером для чотирьох Cohans (він одружився з Жозефін Кохан, сестрою знаменитого Георгія), Фред Нібло перейшов до кіно. У 1916 році він з'явився як актор у декількох австралійських фільмах, якими зазначив свій дебют на екрані. Пізніше він працював з Томасом Інсом, як продюсер і режисер. Зіркою багатьох з цих фільмів була його друга дружина, австралійська актриса Енід Беннетт. З 1918 по 1921 рік Нібло був поставлений за контрактом з Paramount Pictures, яку потім залишив, щоб піти в MGM, де він залишався з 1923 по 1931 рік.
За внесок в кіноіндустрію удостоєний зірки на Голлівудській алеї Слави (Голлівудський бульвар, 7014).

## Вибрана фільмографія
- 1919 — Що кожна жінка вивчає
- 1920 — Секс
- 1920 — Знак Зорро
- 1921 — Три мушкетери
- 1922 — Дочка бутлегера
- 1922 — Кров і пісок
- 1923 — Продажні душі
- 1925 — Бен-Гур: історія Христа
- 1926 — Спокусниця
- 1927 — Диявольська танцівниця
- 1928 — Таємнича леді
- 1928 — Сон любові
- 1930 — Вільний та безтурботний